# Пецана
Пеца̀на (на италиански: Pezzana; на пиемонтски: P'san-a, Пъсан-а) е село и община в Северна Италия, провинция Верчели, регион Пиемонт. Разположено е на 117 m надморска височина. Населението на общината е 1338 души (към 2010 г.).